# Coesit
Coesit ist ein auf der Erdoberfläche selten vorkommendes Mineral aus der Mineralklasse der „Oxide und Hydroxide“. Als Hochdruckmodifikation von Quarz hat Coesit dieselbe chemische Zusammensetzung SiO2 (Siliciumdioxid) und wird damit der Kieselsäure-Familie zugeordnet, zu der neben den weiteren Quarzmodifikationen Seifertit, Tridymit, Cristobalit, Stishovit noch Opal, Mogánit und Melanophlogit sowie der bisher als hypothetisch geltende β-Quarz und der Lechatelierit mit fraglichem Mineralstatus gehören.
Coesit kristallisiert im monoklinen Kristallsystem und entwickelt nur mikrokristalline, körnige Aggregate, überwiegend als Einschlüsse in anderen Mineralen. Seine Dichte von 2,92 bis 3,01 g/cm3 ist die zweithöchste der Kieselsäurefamilie (im Vergleich dazu Quarz: 2,65 g/cm3).

## Etymologie und Geschichte
Coesit wurde nach Loring Coes Jr. (1915–1978) benannt, einem amerikanischen Chemiker, dem es 1953 erstmals gelang, das Mineral synthetisch herzustellen. Der Name für das synthetische Material wurde 1954 von Robert B. Sosman vorgeschlagen.
In der Natur wurde Coesit erstmals in Mineralproben aus dem Barringer-Krater im Coconino County des US-Bundesstaates Arizona entdeckt und von E. C. T. Chao, E. M. Shoemaker und B. M. Madsen beschrieben, die den von Sosman vorgeschlagenen Namen für die Synthese auch für das Mineral übernahmen. Ihre Erstbeschreibung des Minerals wurde 1960 im Fachmagazin Science veröffentlicht. Sie erfolgte damit kurz nach der Gründung der International Mineralogical Association (IMA) 1958, als das Prüfungs- und Genehmigungsverfahren für neue Minerale und Mineralnamen noch nicht etabliert war. Coesit wurde daher zusammen mit vielen anderen in einem nachträglichen Prüfverfahren unterzogen und 1962 von der Commission on new Minerals and Mineral Names (heute: Commission on new Minerals, Nomenclature and Classification, CNMNC) einstimmig als eigenständige Mineralart anerkannt. Seitdem wird Coesit in der „Liste der Minerale und Mineralnamen“ der IMA unter der Summenanerkennung „IMA 1962 s.p.“ (special procedure) geführt. Die seit 2021 ebenfalls von der IMA/CNMNC anerkannte Kurzbezeichnung (auch Mineral-Symbol) von MineralName lautet „Coe“.
Ein Aufbewahrungsort für das Typmaterial des Minerals ist bisher nicht dokumentiert.

## Klassifikation
Bereits in der zuletzt 1977 überarbeiteten 8. Auflage der Mineralsystematik nach Strunz gehörte der Coesit zur Mineralklasse der „Oxide und Hydroxide“ und dort zur Abteilung „MO2- und verwandte Verbindungen“, wo er gemeinsam mit Keatit und Stishovit in der „Keatit-Coesit-Stishovit-Gruppe“ mit der Systemnummer IV/D.01b steht.
In der zuletzt 2018 überarbeiteten Lapis-Systematik nach Stefan Weiß, die formal auf der alten Systematik von Karl Hugo Strunz in der 8. Auflage basiert, erhielt das Mineral die System- und Mineralnummer IV/D.01-050. Dies entspricht ebenfalls der Abteilung „Oxide mit dem Stoffmengenverhältnis Metall : Sauerstoff = 1 : 2 (MO2 und verwandte Verbindungen)“, wo Coesit zusammen mit Bosoit, Chibait, Cristobalit, Lechatelierit, Melanophlogit, Mogánit, Opal, Quarz, Seifertit, Stishovit und Tridymit die „Quarzreihe“ mit der Systemnummer IV/D.01 bildet.
Auch die von der International Mineralogical Association (IMA) zuletzt 2009 aktualisierte 9. Auflage der Strunz’schen Mineralsystematik ordnet den Coesit in die Abteilung „Metall : Sauerstoff = 1 : 2 und vergleichbare“ ein. Diese ist allerdings weiter unterteilt nach der relativen Größe der beteiligten Kationen, so dass das Mineral entsprechend seiner Zusammensetzung Hier ist das Mineral in der Unterabteilung „Mit kleinen Kationen: Kieselsäure-Familie“ zu finden, wo es als einziges Mitglied eine unbenannte Gruppe mit der Systemnummer 4.DA.35 bildet.
In der vorwiegend im englischen Sprachraum gebräuchlichen Systematik der Minerale nach Dana hat Coesit die System- und Mineralnummer 75.01.04.01.
Im Gegensatz zu den von Strunz entwickelten Mineralsystematiken ordnet die vorwiegend im englischen Sprachraum gebräuchlichen Systematik der Minerale nach Dana den Coesit in die Klasse der „Silikate“. Hier hat er die System- und Mineralnummer 75.01.04.01, was der Abteilung der „Gerüstsilikatminerale“ entspricht, wo sich das Mineral zusammen mit Mogánit in einer unbenannten Gruppe mit der Systemnummer 75.01.04 innerhalb der Unterabteilung „Gerüstsilikate: tetraedrisches Si-Gitter, SiO2 mit [4]-koordiniertem Si“ findet.

## Kristallstruktur

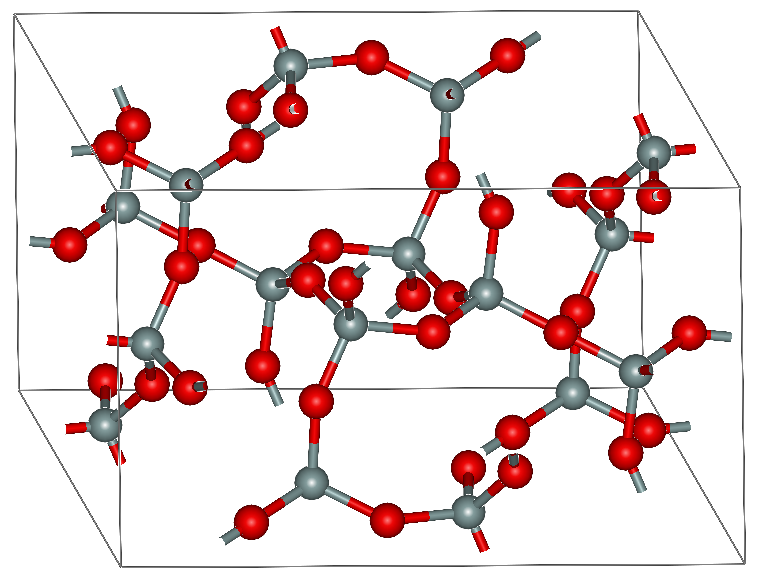
Coesit-Struktur; rote Atome = Sauerstoff

Coesit kristallisiert in der monoklinen Raumgruppe C2/c (Raumgruppen-Nr. 15) mit den Gitterparametern a = 7,13 Å, b = 12,37 Å, c = 7,17 Å und β = 120,4° sowie 16 Formeleinheiten pro Elementarzelle.

## Bildung und Fundorte
Das Quarz-Coesit-Gleichgewicht (also diejenigen Druck- und Temperaturbedingungen, bei denen Hochquarz und Coesit nebeneinander bestehen können) wurde experimentell sehr genau bestimmt. Die experimentellen Befunde weisen auf Drücke im Bereich von etwa 2,5 bis 3,8 GPa und Temperaturen von 450 bis 800 °C hin, dies entspricht einer Entstehungstiefe von mindestens 75 km unter der Erdoberfläche. Bei Normaldruck ist Coesit daher metastabil.
Die Anwesenheit von Coesit kann in Gesteinsproben oft nur mehr indirekt festgestellt werden: durch den Übergang der Hochdruckmodifikation (Coesit) in die Tiefdruckmodifikation (Quarz) steigt das Volumen des Minerals: Es entstehen radiale Risse, die unter einem Mikroskop beobachtet werden können. Seltener findet man Quarzkörner mit noch erhaltenem Coesitkern. 
Hauptsächlich wird Coesit in Gesteinen der Ultra-Hochdruck-Metamorphose (englisch ultrahigh-pressure metamorphism, UHPM, welche das Mineral zeitgleich auch definiert) gefunden (Alpen, Dabie Shan in Ost-China, Himalaya). Hier kommt Coesit sowohl in basischen, „klassischen“, Eklogiten als auch in Metasedimentiten bzw. Metaplutoniten mit saurer Zusammensetzung (Krustengesteine) vor. Bei der Ultra-Hochdruck-Metamorphose wird kontinentale Kruste meist bei einer Kontinent-Kontinent-Kollision unterschoben und Drücken und Temperaturen ausgesetzt, die die Bildung und Stabilität von Coesit ermöglichen. Coesit kann auch durch Einschlag von Meteoriten (Impaktmetamorphose) entstehen. So konnte etwa aufgrund von Coesit-Vorkommen nachgewiesen werden, dass das Nördlinger Ries ein Einschlagkrater ist. Ein weiterer, wichtiger Fundort ist der Barringer-Krater (auch Meteor Crater) in Arizona.
Coesit wird auch in Xenolithen in Diamant führenden Kimberliten gefunden wie unter anderem nahe Juína in Brasilien, Mengyin in Ostchina und der Kimberlit-Bergbaubezirk State Line im Larimer County, Colorado.
Weltweit sind insgesamt bisher rund 90 Vorkommen für Coesit bekannt (Stand 2024).